# تراز صفر سلسیوس

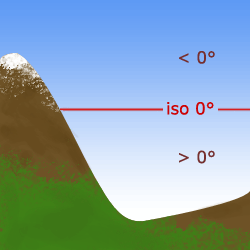
هم‌دمای صفر درجه در شرایط عادی هوا

تراز صفر سلسیوس (انگلیسی: Freezing level) یا هم‌دمای صفر درجه (zero-degree isotherm) نشان‌دهنده ارتفاعی است که دمای هوا در آن صفر درجه سلسیوس (نقطه انجماد آب) در هوای آزاد است. منظور از هوای آزاد زمانی است که به عنوان مثال امکان بازتاب نور خورشید توسط برف وجود داشته باشد. به بیان دیگر تراز صفر سلسیوس پایین‌ترین ارتفاع جوّ بالای یک محل معین است که در آن دمای هوا صفر درجهٔ سلسیوس باشد. مقدار تراز صفر سلسیوس در یک نقطه فقط برای مدتی کوتاه و اغلب کمتر از یک روز معتبر است.
بالاتر از هم‌دمای صفر درجه، دمای هوا پایین‌تر نقطه انجماد و در زیر آن دمای هوا بالاتر از نقطه انجماد است. نیمرخ این مرز و ویژگی‌های آن در هواشناسی مطالعه شده و در انواع پیش‌بینی‌ها به کار گرفته می‌شود. این عامل هواشناختی با وجود این که در پیش‌بینی عمومی وضع هوا بیان نمی‌شود ولی در پیش‌بینی‌های هوای مناطق کوهستانی به کار می‌رود.